# Villa Amalia
Pour les articles homonymes, voir Villa Amalia (homonymie) et Amalia.
Pour plus de détails, voir Fiche technique et Distribution.
Villa Amalia est un film français réalisé par Benoît Jacquot et sorti en 2009, d'après le roman homonyme (en) de Pascal Quignard.

## Synopsis
Une femme pianiste, Ann, suit discrètement son compagnon, Thomas, qui se rend dans une maison en banlieue parisienne. Depuis la rue, elle découvre qu'il en aime une autre. Au même instant, elle est abordée par un homme qui la reconnait : c'est Georges, un ami qui est très ému de la retrouver et l'invite immédiatement à dîner. Cette double surprise va faire basculer la vie d'Ann. Elle annonce le soir même à Thomas qu'elle le quitte, malgré leurs quinze années de vie commune. Elle interrompt brutalement ses concerts, brûle ses partitions, jette toutes ses affaires à la poubelle, vend son appartement et ses trois pianos, vide son compte bancaire et propose à Georges d'en être le bénéficiaire, ne voulant garder aucune trace de son identité précédente. Elle prépare alors son départ vers une destination inconnue, et seul Georges est tenu au courant de ce « secret ».

## Fiche technique
- Titre : Villa Amalia
- Réalisation : Benoît Jacquot
- Scénario : Benoît Jacquot avec la collaboration de Julien Boivent d'après le roman de Pascal Quignard
- Musique : Bruno Coulais
- Année de production : 2007
- Société de production : EuropaCorp, en association avec Cinémage 9
- Société de distribution : EuropaCorp Distribution (France)
- Pays de production :  France et  Suisse
- Genre : drame
- Durée : 94 minutes
- Date de sortie : France : 8 avril 2009

## Distribution
- Isabelle Huppert : Ann Hidden / Éliane Lidenstein
- Jean-Hugues Anglade : Georges Roelhinger
- Xavier Beauvois : Thomas
- Maya Sansa : Giula
- Clara Bindi : Marion
- Viviana Aliberti : Veri
- Michelle Marquais : la mère d'Ann
- Peter Arens : le père d'Ann
- Ignazio Oliva : Carlo
- Jean-Pierre Gos : l'agent immobilier
- Jean-Michel Portal : l'acheteur des pianos
- Maurice Bernart
- Jean Coulon : l'organisateur des concerts
- Massato
- Florence d'Azémar
- Arno Feffer
- Jean-Christophe Folly
- Sabri Lahmer
- Amélie Orio
- Hervé Walbecq

## Tournage

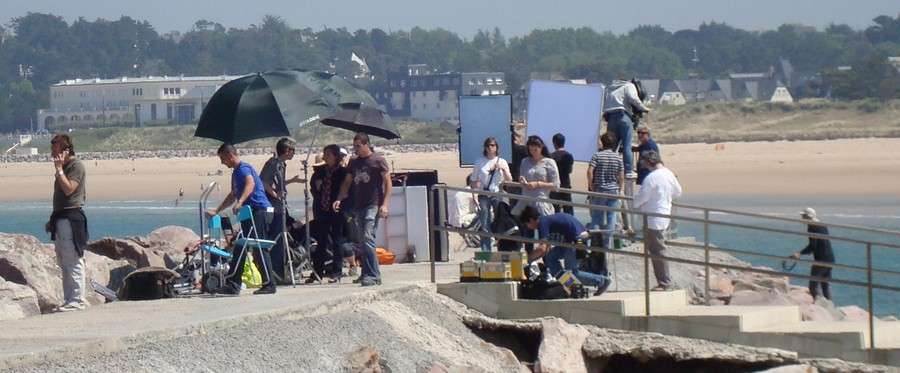
Isabelle Huppert et Benoît Jacquot sur le tournage du film, à Erquy en 2008.

Les plans de la Villa Amalia ont été tournés sur l'île d'Ischia dans le nord du golfe de Naples.